# ISU-Grand-Prix-Serie
Die ISU-Grand-Prix-Serie oder ISU Grand Prix of Figure Skating ist eine Reihe von Wettbewerben, die von der Internationalen Eislaufunion organisiert werden. Sie werden in den vier Teildisziplinen Herren, Damen, Paarlaufen und Eistanzen ausgetragen. Gleichzeitig findet eine ähnliche Reihe von Wettbewerben auch für Junioren statt.

## Wettbewerbe
Die ISU-Grand-Prix-Serie besteht üblicherweise aus folgenden sechs Einzelwettbewerben:
- Skate America
- Skate Canada
- Cup of China
- Grand Prix de France
- Cup of Russia
- NHK Trophy

Für die Saison 2022/23 wurden der Cup of China (aufgrund von anhaltenden Bedenken zur COVID-19-Pandemie) und der Cup of Russia (als Reaktion auf den russischen Überfall auf die Ukraine) durch zwei neue Wettbewerbe ersetzt:
- Grand Prix Espoo
- MK John Wilson Trophy

Traditionell beginnt die Saison mit diesen Grand-Prix-Wettbewerben im Oktober eines Jahres und endet mit dem ISU-Grand-Prix-Finale im Dezember des jeweiligen Jahres. Teilnahmeberechtigt am Finale sind die sechs besten Einzelläufer/Paare, die durch ein Punktesystem ermittelt werden.

## Geschichte
Bereits vor dem Entstehen der Grand-Prix-Serie fand eine Vielzahl unterschiedlichen Einzelwettbewerbe statt. Zu dieser Zeit wurden sie ausschließlich vom jeweiligen nationalen Eislaufverband ausgerichtet. Im Jahr 1995 entschlossen sich die Eislaufverbände der USA, Japans, Frankreichs, Deutschlands und Kanadas, ihre Einzelwettbewerbe miteinander zu verknüpfen. In der Saison 1995/96 fand erstmals die ISU Champions Series statt. 
In der Saison 1998/99 erwarb die ISU die Namensrechte. Seither läuft die Wettbewerbsserie unter dem Namen Grand Prix of Figure Skating. Bereits seit 1996 zählte auch der Cup of Russia zu dieser Serie. Aufgrund mangelnden Interesses in Deutschland und eines besseren TV-Angebots aus China wurde 2003 der Bofrost Cup (zuvor Sparkassen Cup/Nations Cup) gestrichen und durch den Cup of China ersetzt. Der Cup of China konnte 2021 und 2022 aufgrund der COVID-19-Pandemie nicht stattfinden. Er wurde 2021 durch den Gran Premio d’Italia ersetzt; 2022 ersetzten der Grand Prix Espoo und die MK John Wilson Trophy den Cup of China sowie den Cup of Russia, der als Sanktion der ISU gegen Russland abgesagt wurde.
Seit 1997 findet ebenfalls der ISU Junior Grand Prix of Figure Skating statt.

## Teilnahme
Teilnehmer sind Eiskunstläufer, die entweder gesetzt sind oder eingeladen werden. Gesetzt sind Läufer/Paare der obersten Plätze der Weltrangliste oder mit guten Plätzen bei der vorangegangenen Weltmeisterschaft. Ebenfalls können Läufer durch den ausrichtenden Veranstalter eingeladen werden. Maximal sind drei Läufer/Paare pro Disziplin und Land erlaubt.
Die Läufer können sich durch ein Punktesystem für das ISU-Grand-Prix-Finale qualifizieren. Qualifizierte Läufer/Paare dürfen an maximal zwei Wettbewerben teilnehmen.